# Caprimulgiformes
I Caprimulgiformi (Caprimulgiformes Ridgway, 1881) sono un ordine di uccelli a distribuzione cosmopolita (li si trova infatti in tutti i continenti, fatta eccezione per l'Antartide).

## Descrizione
Si tratta di animali di mole medio-piccola. Tutti i membri dell'ordine sono caratterizzati da una grande testa squadrata, con becco piccolo e adunco ma bocca larghissima, piumaggio soffice e pelle molto sottile.

## Biologia
Hanno abitudini notturne e dieta generalmente insettivora: un'eccezione rimarchevole è rappresentata dai guaciari, che si nutrono prevalentemente di bacche.

## Tassonomia
La classificazione di questi uccelli è sempre stata oggetto di revisioni e controversie, principalmente per il fatto che l'ordine dei caprimulgiformi è sempre stato utilizzato come un contenitore di specie simili morfologicamente, ma poi dimostratesi piuttosto distanti sul piano filogenetico.
Tradizionalmente, gli appartenenti a quest'ordine sono considerati come una fase di transizione fra gli strigiformi e gli apodiformi: di volta in volta sono state tuttavia ipotizzate parentele con coraciformi, trogoniformi e piciformi.

In base alle analisi di sequenze del DNA (in particolare del β fibrinogeno e degli introni), nel 2004 gli studiosi Fain e Houde proposero che i caprimulgiformi andassero a costituire il nuovo clade dei Metaves assieme a columbiformi, pterocliformi, apodiformi, fetontiformi, podicipediformi, mesitornitiformi, fenicotteriformi ed alcuni gruiformi (come il kagu e l'euripiga) e cuculiformi (come l'hoazin).

In altri studi condotti da Ericson nel 2006 venne riconosciuta la monofilia dell'ordine nell'ambito del clade dei Cypselomorphae nell'ambito dei sopracitati Metaves: posizione questa supportata da Sibley e Ahlqist.
La classificazione tradizionale suddivide l'ordine in cinque famiglie: Caprimulgidae, Eurostopodidae, Nyctibiidae, Podargidae e Steatornithidae. A queste veniva un tempo aggiunta la famiglia degli Aegothelidae (attualmente ascritta all'ordine Apodiformes)
Han et al (2010) hanno fornito evidenze contro la validità della famiglia Eurostopodidae, le cui specie sono state in gran parte assorbite nella famiglia Caprimulgidae.
Nel 2014 l'IOC riconosce come valide le seguenti famiglie:
- Caprimulgidae
- Podargidae
- Steatornithidae
- Nyctibiidae

## Evoluzione
I resti fossili riconducibili con sicurezza a caprimulgiformi sono estremamente rari: il primo uccello riconducibile a questa famiglia è Eocypselus del tardo Paleocene, che, pur mostrando inequivocabilmente segni di una parentela coi caprimulgiformi, non mostra ancora caratterizzazioni tali da poterne definire una classificazione ottimale nell'ambito dell'ordine, di cui è con molta probabilità una forma basale. Paraprefica, vissuto all'inizio dell'Eocene, presenta invece analogie con tutte e tre le linee evolutive presenti nell'ordine Caprimulgiformes (quella dei guaciari, quella dei nittibi e quella dei succiacapre).

In base a queste due specie e ad altri reperti di uccelli risalenti al Paleogene, si può ipotizzare che fra i 60 ed i 55 milioni di anni fa (Selandiano-Taneziano) si ebbe una prima separazione dalla linea principale di quelli che poi sarebbero diventati gli attuali podargidi e steatornitidi, mentre a partire da 40 milioni di anni fa (Luteziano-Bartoniano) si ebbe un'ulteriore differenziazione della linea principale negli attuali caprimulgidi, eurostopodidi e nittibidi. Altre forme enigmatiche dell'Eocene sono Fluvioviridavis ed Eurofluvioviridavis.